# باولا دانزيغر
باولا دانزيغر (بالإنجليزية: Paula Danziger)‏ هي كاتِبة وكاتبة للأطفال أمريكية، ولدت في 18 أغسطس 1945 في واشنطن العاصمة في الولايات المتحدة، وتوفي بنفس المكان في 8 يوليو 2004 بسبب نوبة قلبية.

## وصلات خارجية
- باولا دانزيغر على موقع ديسكوغز (الإنجليزية)